# Короткозамикач
Короткозамикач — електричний апарат, призначений для створення штучного  короткого замикання на землю в мережах електропостачання.

## Будова
Конструктивно короткозамикачем аналогічний  заземлювача, але за рахунок потужної контактної системи може включатися на коротке замикання.

## Застосування
Короткозамикачем спільно з  віддільником застосовуються в спрощених схемах  підстанцій замість більш дорогих  силових вимикачів. Така заміна дозволяє економити значні кошти, тому що вартість силових вимикачів досить висока. Чим більше приєднань на підстанції і вище  напруження високої боку, тим більше помітною стає вигода від використання спрощених схем. В основному спрощені схеми набули поширення на напрузі 35, 110 кВ. Встановлюються короткозамикачем: в мережах з заземленою нейтраллю — на одну фазу, в мережах з ізольованою нейтраллю — на два. Включення короткозамикачем відбувається автоматично, відключення проводять вручну.
В даний час застосування короткозимикачів обмежено тими підстанціями де вони встановлені, короткозамикачем більше не виробляються, так як схеми ПС де вони застосовуються мають меншу надійність і велику ймовірність пошкодження дорогого обладнання підстанції (силового трансформатора), ніж схеми із застосуванням вимикачів.

## Принцип дії захисту з використанням короткозамикачем

Схема підстанції без вимикача на стороні високої напруги

У випадку аварії на трансформаторі одного з приєднань (T1), встановлений на ньому захист подасть напруга на котушку включення відповідного короткозамикача (SC1). Короткозамикачем замкне свої контакти, створивши штучне замикання на землю. На це замикання зреагує захист магістральної ЛЕП, в зоні дії якої знаходиться підстанція, і за допомогою головного вимикача (Q) відключить всю підстанцію. Через невеликий проміжок часу на лінії спрацює АПВ і включить головний вимикач. За цей час, який називається безструмовою паузою, спрацює тільки віддільник пошкодженого трансформатора (E1) і відключить його від мережі. Таким чином, не використовуючи окремий вимикач на кожне приєднання, можливо вимкнути пошкоджену ділянку, залишивши підстанцію в роботі.